# Rostocker Kulturwoche
Die Rostocker Kulturwoche wurde bis 2011 vom Allgemeinen Studierendenausschuss der Universität Rostock einmal pro Semester veranstaltet. Seit der 26. Ausgabe sind kulturbotschafter EVENTS verantwortlich. Die Rostocker Kulturwoche umfasst eine Vielzahl kleiner und großer kultureller Darbietungen, vom Universitätsball zum Campus-Open-Air über Rostocks dienstältesten Poetry Slam bis zur Südamerikanischen Nacht. Prominente Gäste wie Oliver Kalkofe, Marc-Uwe Kling, Kurt Krömer, Sarah Kuttner, Wolf Biermann, Dirk Zöllner, Gerhard Schöne und viele andere bereichern regelmäßig das Programm.